# 朱奇溶
河中悼怀王朱奇溶（1454年—1484年2月14日），明朝晋庄王朱锺铉的庶三子，母亲是夫人王氏。明朝第一代河中王。

## 生平
景泰七年（1456年）二月，朱奇溶得赐名。
成化元年（1465年）四月，明宪宗遣英國公張懋、安遠侯柳景、鎮遠侯顧淳、駙馬都尉焦敬、平江伯陳銳充正使，通政使司右通政劉濟、大理寺右寺丞宋旻、戶科給事中李森、刑科給事中左賢、刑部郎中余洵充副使，持節冊封朱奇溶為河中王。其王府在晋王府東。
成化七年（1471年）九月，宪宗遣懷寧侯孫輔、恭順侯吳鑑、駙馬都尉楊偉、南寧伯毛文、安順伯薛珤、永順伯薛輔、伏羌伯毛銳為正使，尚寶司卿李木、工科給事中韓文、禮科給事中張謙、戶部郎中李岳、兵部郎中沈敬、刑部郎中劉恕、工部員外郎于坦為副使，持節冊封山東費縣知縣殷禮的女兒為河中王妃。
成化二十年（1484年）正月，朱奇溶去世。宪宗闻讯，輟朝一日，按制度賜祭葬，谥悼懷。
朱锺铉上奏称，朱奇溶死后，宫人陈氏上吊殉葬。十月，追封陈氏为夫人，賜祭。
弘治二年（1489年）九月，其嫡长子朱表梈受册袭封。

## 评价
- 《弇山堂别集》卷075：未中早夭，慈仁短折。